# Alessandra Mussolini
Alessandra Mussolini (Roma, 30 de diciembre de 1962) es una médico, cantante, política, exactriz y modelo italiana que se desempeñó como miembro del Parlamento Europeo de Forza Italia. En 2004, se convirtió en la primera mujer en dirigir un partido político en Italia. Diputada del Parlamento Europeo desde 2014 por el partido Forza Italia. Es también miembro honoraria de la Cruz Roja Italiana. Es una de las nietas del dictador fascista Benito Mussolini y madre del futbolista Romano Floriani Mussolini.
Fue fundadora y dirigente del partido político nacional conservador Acción Social; desde 2004 hasta 2008, Mussolini también se desempeñó como miembro del Parlamento Europeo, y ha sido miembro de la Cámara de Diputados, la cámara baja del Parlamento italiano, por El Pueblo de la Libertad. Mussolini dejó la política en diciembre de 2020.

## Primeros años
Nació en la ciudad italiana de Roma. Es hija de Romano Mussolini —el cuarto hijo de Benito Mussolini—, de profesión pianista de jazz, y de Anna Maria Scicolone, hermana de Sophia Loren — actriz. 
Como actriz actuó en películas tales como Una giornata particolare (1977), y como cantante grabó en 1982 su disco más exitoso, Amore. Está casada desde 1989 y tiene tres hijos.

## Carrera de entretenimiento
Mussolini estuvo bajo el ala de su tía Sophia Loren por un tiempo y comenzó una carrera como actriz en la industria cinematográfica italiana durante la década de 1970. A Special Day (1977), en la que tuvo un papel menor como "María Luisa", ganó un Globo de Oro estadounidense a la Mejor Película en Lengua Extranjera y fue nominada a un Premio de la Academia a la Mejor Película en Lengua Extranjera.
Durante 1982, Mussolini lanzó un álbum de música pop de canciones románticas bajo el título Amore en Alfa Records; el álbum se lanzó solo en Japón y desde entonces se ha convertido en una especie de artículo de colección.
Mussolini también apareció como modelo de glamour, incluso en la portada de dos ediciones europeas de Playboy, en Italia (agosto de 1983) y Alemania (noviembre de 1983). "Cuando eres actriz, estás lidiando con el cuerpo. Todas las actrices hacen topless y cosas así; tienes que hacerlo", ha dicho.
Mussolini continuó como actriz hasta la década de 1980. Algunas de las películas en las que apareció fueron hechas para la televisión italiana. Sin embargo, todavía actuó en películas cinematográficas estándar, como The Assisi Underground, en la que interpretó a una monja; la película se centró en la Iglesia católica, que rescató a los judíos italianos de los nazis en 1943. Protagonizó su última película en 1990 y luego dejó la industria del cine para seguir estudiando después de que un productor le pidiera que cambiara su nombre.

## Trayectoria política

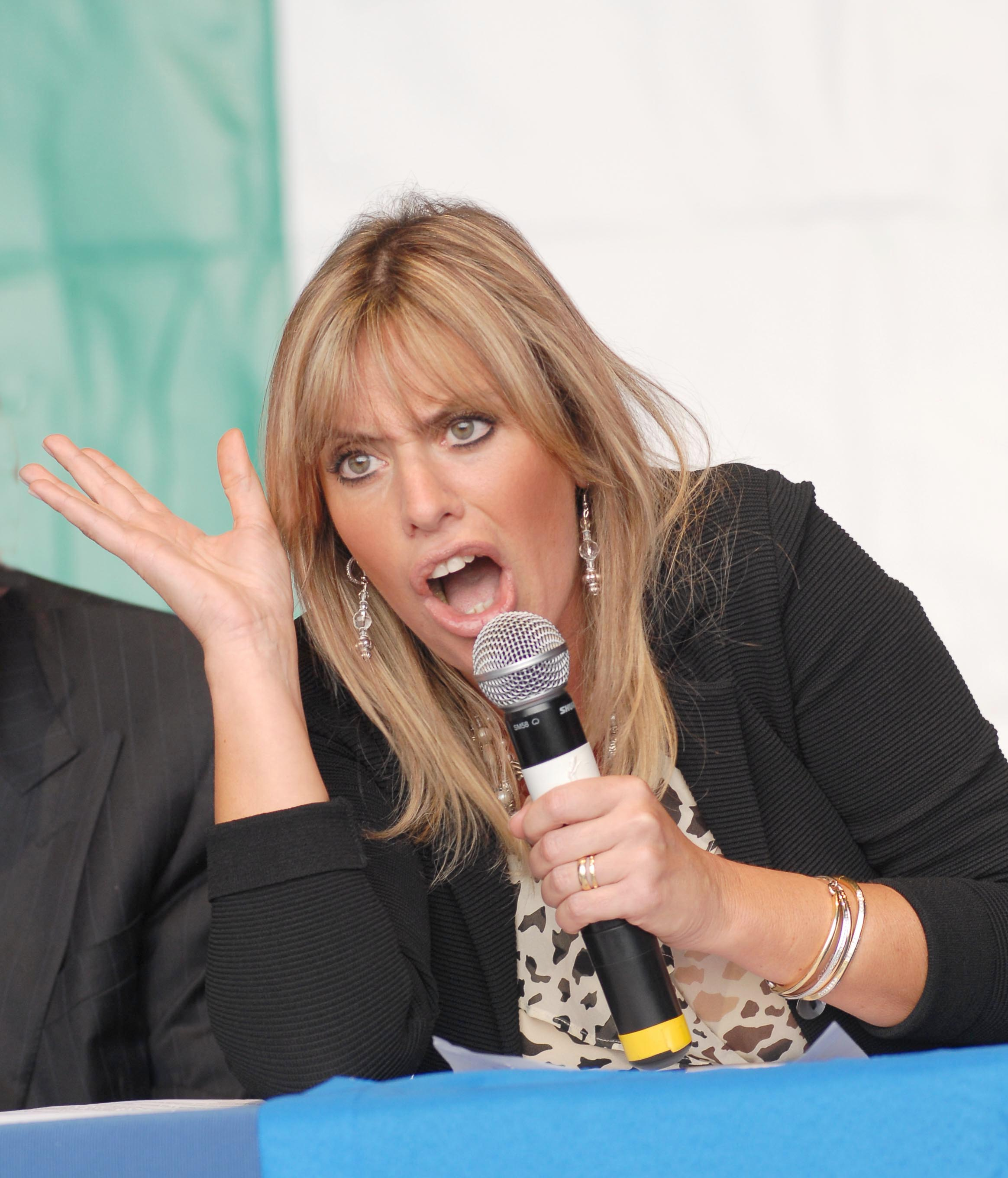
Alessandra Mussolini en 2007.

Después, en 1992, se licenció en medicina y cirugía. Ese mismo año comenzó su carrera política elegida como parlamentaria por Nápoles, por el Movimiento Social Italiano (MSI). 
Fue partidaria de una alianza entre el MSI y el partido Forza Italia para las elecciones de 1994, pero no estuvo de acuerdo cuando el MSI se integró en un nuevo partido, Alianza Nacional, liderado por Gianfranco Fini, las relaciones entre los dos nunca fueron muy buenas, pues Fini criticaba algunos aspectos del fascismo, como el antisemitismo. A finales de 2003, Alessandra abandonó Alianza Nacional ante la polémica visita oficial de Fini al Estado de Israel, en donde tildó al fascismo como «el demonio absoluto», en relación con las leyes raciales promovidas por su abuelo en 1938.
Fundó un nuevo partido nacionalista, Libertà di Scelta —o literalmente «Libertad de elección»—, ahora renombrado como Acción Social (Azione Sociale) que, junto con otros partidos nacionalistas, forman una coalición llamada Alternativa Social. En 2004, en la sexta legislatura del Parlamento Europeo, la coalición obtuvo el 1,2 % de los votos italianos, permitiéndole ser miembro del actual Parlamento Europeo.
En 2006 causó un considerable escándalo en Italia cuando, en el debate de la RAI Porta a Porta sobre la homosexualidad, a la preocupación mostrada por Vladimir Luxuria, diputada transexual del partido Refundación Comunista y contertulia en ese programa, de que alguien se enorgulleciera de ser fascista «tras los crímenes que habían causado en el mundo», Alessandra le gritó: 

Mejor ser fascista que maricón.

En el 2014 reasumió su escaño en el Parlamento europeo por el partido Circoscrizione Italia Centrale.